# (73303) 2002 JN72
(73303) 2002 JN72 – planetoida z pasa głównego asteroid okrążająca Słońce w ciągu 4,49 lat w średniej odległości 2,72 j.a. Odkryta 8 maja 2002 roku.